# Matisia
Matisia is een geslacht uit de kaasjeskruidfamilie (Malvaceae). De soorten komen voor in het zuidelijke deel van Centraal-Amerika en in het noordelijke deel van Zuid-Amerika.

## Soorten
- Matisia alata Little
- Matisia alchornifolia Planch. & Triana
- Matisia amplifolia Pittier
- Matisia anchicayana Fern.Alonso
- Matisia arteagensis Cuatrec.
- Matisia bicolor Ducke
- Matisia bolivarii Cuatrec.
- Matisia bracteolosa Ducke
- Matisia bullata Fern.Alonso
- Matisia calimana Cuatrec.
- Matisia carderi Fern.Alonso
- Matisia castano H.Karst. & Triana
- Matisia coloradorum Benoist
- Matisia cordata Bonpl.
- Matisia cornu-copiae Planch. & Triana
- Matisia cruceto Cuatrec.
- Matisia cuatrecasasiana Fern.Alonso
- Matisia dolichopoda (A.Robyns) Cuatrec.
- Matisia dolichosiphon (A.Robyns & S.Nilsson) W.S.Alverson
- Matisia dowdingii Sprague
- Matisia exalata W.S.Alverson
- Matisia floccosa Fern.Alonso
- Matisia gentryi Fern.Alonso
- Matisia giacomettoi Romero
- Matisia glandifera Planch. & Triana
- Matisia hirsutissima Fern.Alonso
- Matisia hirta Cuatrec.
- Matisia huallagensis Cuatrec.
- Matisia idroboi Cuatrec.
- Matisia intricata (A.Robyns & S.Nilsson) W.S.Alverson
- Matisia jefensis (A.Robyns & S.Nilsson) W.S.Alverson
- Matisia lasiocalyx K.Schum.
- Matisia lecythicarpa Ducke
- Matisia leptandra (Cuatrec.) Cuatrec.
- Matisia lomensis (Cuatrec.) Cuatrec.
- Matisia longiflora Gleason
- Matisia longipes Little
- Matisia longitubulosa (A.Robyns) Cuatrec.
- Matisia lozanoi Fern.Alonso
- Matisia malacocalyx (A.Robyns & S.Nilsson) W.S.Alverson
- Matisia obliquifolia Standl.
- Matisia oblongifolia Poepp. & Endl.
- Matisia ochrocalyx K.Schum.
- Matisia pacifica Fern.Alonso
- Matisia palenquiana (A.Robyns) W.S.Alverson
- Matisia putumayensis (Cuatrec.) Cuatrec.
- Matisia racemifera Fern.Alonso
- Matisia samariensis (Cuatrec.) Cuatrec.
- Matisia sanblasensis (A.Robyns) Cuatrec.
- Matisia sclerophylla Cuatrec.
- Matisia serpicostata Fern.Alonso
- Matisia soegengii Cuatrec.
- Matisia spathacea Fern.Alonso
- Matisia stenopetala Standl. & Cuatrec.
- Matisia sulcata (Cuatrec.) Cuatrec.
- Matisia tinamastiana A.Estrada & Cascante
- Matisia uberrima Fern.Alonso
- Matisia uribei (García-Barr. & Hern.Cam.) Cuatrec.
- Matisia valdes-bermejoi Fern.Alonso & Castrov.
- Matisia victoriana Fern.Alonso

... · 
Abelmoschus · 
Abroma · 
Abutilon · 
Acaulimalva · 
Acropogon · 
Akrosida · 
Allosidastrum · 
Allowissadula · 
Apeiba · 
Ayenia · 
Bakeridesia · 
Adansonia (Baobab) · 
Alcea · 
Althaea (Heemst) · 
Anisodontea · 
Anoda · 
Argyrodendron · 
Bastardia · 
Berrya · 
Bombax · 
Brachychiton · 
Brownlowia · 
Burretiodendron · 
Byttneria · 
Callirhoe · 
Carpodiptera · 
Cavanillesia · 
Ceiba · 
Chiranthodendron · 
(Chorisia) · 
Cola · 
Colona · 
Commersonia · 
Corchorus · 
Craigia · 
Cristaria · 
Cullenia · 
Diplodiscus · 
Dombeya · 
Duboscia · 
Durio · 
Entelea · 
Eremalche · 
Eriolaena · 
Eriotheca · 
Firmiana · 
Franciscodendron · 
Fremontodendron · 
Fuertesimalva · 
Glyphaea · 
Gossypium (Katoenplant) · 
Grewia · 
Guichenotia · 
Gynatrix · 
Gyranthera · 
Hampea · 
Hannafordia · 
Helicteres · 
Heliocarpus · 
Herissantia · 
Heritiera · 
Hermannia · 
Hibiscadelphus · 
Hibiscus · 
Hildegardia · 
Hoheria · 
Horsfordia · 
Howittia · 
Huberodendron · 
Iliamna · 
Keraudrenia · 
Kleinhovia · 
Kokia · 
Kosteletzkya · 
Kostermansia · 
Kydia · 
Lagunaria · 
Lasiopetalum · 
Lavatera · 
Lawrencia · 
Lebronnecia · 
Luehea · 
Lysiosepalum · 
Macrostelia · 
Malacothamnus · 
Malope · 
Malva (Kaasjeskruid) · 
Malvaviscus · 
Malvella · 
Matisia · 
Megistostegium · 
Melhania · 
Melochia · 
Microcos · 
Nayariophyton · 
Nesogordonia · 
Ochroma · 
Pachira · 
Palaua · 
Pavonia · 
Pentace · 
Pentaplaris · 
Phragmotheca · 
Phymosia · 
Pseudobombax · 
Pterospermum · 
Pterygota · 
Quararibea · 
Radyera · 
Reevesia · 
Rhodognaphalon · 
Robinsonella · 
Rulingia · 
Scaphium · 
Scaphopetalum · 
Schoutenia · 
Scleronema · 
Senra · 
Sida · 
Sidalcea · 
Sparrmannia · 
Sphaeralcea · 
Sterculia · 
Symphyochlamys · 
Talipariti · 
Theobroma · 
Thespesia · 
Thomasia · 
Tilia (Linde) · 
Triplochiton · 
Triumfetta · 
Trochetia · 
Trochetiopsis · 
Urena · 
Waltheria · 
Wercklea · 
Wissadula · 
...